# Citroën AC6
Citroën AC6 (nebo také C6) je automobil vyráběný francouzskou automobilkou Citroën v letech 1928 až 1932. Během tří let produkce bylo vyrobeno 61 280 kusů. Model se vyráběl v jedenácti provedeních karoserie, šest uzavřených a stejný počet otevřených typů. Automobil sdílel rám a platformu s modelem C4, což podstatně snížilo náklady na výrobu.

## Popis
C6 byla představena v roce 1928 na Pařížském autosalonu. Model C6 je designově podobný modelu C4. Na rozdíl od C4 představoval model C6 nejluxusnější automobil v nabídce Citroënu a měl první šestiválcový motor od Citroënu. Designově se odlišoval od C4 hlavně délkou kapoty, doplňky a luxusnějším provedením. C6E byla rozšířena na 1,39 m, aby konkurovala modelu Renault VivaSix.
V roce 1929 se model C6E změnil na C6F. Karoserie byla rozšířena na 1,42 m. V roce 1930 vznikla verze C6 Landaulet pro papeže Pia XI.
Od roku 1931 byl k dispozici i v luxusním provedení C6 CGL (Citroën Grand de Luxe). C6 CGL vycházela z modelu C6F ale s bohatším dekorováním a výbavou interiéru.
C6 v roce 1932 postupně nahradil modely Rosalie 15. Z modelu C6F vznikl později model terénního vozidla Kegresse, které jako první přešlo do Číny ve výpravě nazvané Žlutá cesta.

## Motor splovoucím uložením
V říjnu roku 1931, dostala C6 nové plovoucí uložení motoru. Technologie měla označení Citroen Moteur Flottant. Plovoucí uložení motoru zlepšovalo komfort posádky, snížilo vibrace přenášených do kabiny. Technologie přispěla k vyšší spolehlivosti, neboť díly karoserie a podvozku nebyly vystaveny vibracím od motoru. Technologie byla převzata a vylepšená z americké automobilky Chrysler, která ji označovala Floating Power. Vynálezci však byli francouzští vědci Pierre Lemaire a Paul Aubarède, kteří vytvořili teoretickou studii o vibracích.